# 爆笑!!人生劇場2
『爆笑!!人生劇場2』（ばくしょうじんせいげきじょうつー）は、タイトーから1991年3月22日に発売された、ファミリーコンピュータ用ゲームソフトである。

## ゲーム内容

### システム
プレイ人数は1-4人。前作と違いプレイヤー人数は2人からになり、コンピューターがゼロでもよい。幼稚園から老人までの人生を双六形式のゲームで競う。
パラメーターは「知力」「体力」「つき」の3つ。
最大の目的は終了時点で所持金を多く持つことで、所持金の多い順に順位が決まる。最終的な所持金や能力値、職業によって、ゴールした後のエンディングが変化する。

### 前作からの変更点
高校卒業後のコースに専門学校コースが無くなり大学受験がシリーズで唯一、知力、体力、つきのステータスの数値のみで合否が決定する仕様になった。（体力が高いと体育大学に受かる。つきが高いと補欠合格で進学できる。複数の数値で条件を満たしている場合、知力→体力→つきの順番で優先される。）

### ミニゲーム
- インベーダー

スペースインベーダー。ゲーマー就職の条件として挑戦することがある。
- 玉入れ競争

パワーゲージに合わせて玉を投げる。
- ダイビング

1Pプレイでは空中にあるコインを集め、対人戦ではどちらが的の中心に着地できるか競う。
- 黒ひげ危機一発

その名の通り黒ひげ。高校時代のいじめイベントで発生。
- カラオケ・歌手オーディション

2コンマイクを使うイベント。アイドル就職の条件としてもある。
- ヨッパライふみふみ

もぐらたたきの要領で穴から出てくるヨッパライを踏みつける。
- カジノ・競馬

四頭いる馬から1着を当てる。
- カジノ・スロットマシン

前作からの変更で3列になり斜めもあり。

### アイテム

#### 通常アイテム
- ポチ

序盤でペットにすると終盤のイベントに影響を与える。ショップでの購入も可能。
- ふしぎなメガネ

一見何の役にも立たないがあるイベントで…
- 変なベルト

ふしぎなメガネと同じイベントに影響がある。改造手術を受けると入手する。押し売りに50万で買わされる事もある。押し売りに遭遇した場合に、体力が一定値を満たしていても買わされる可能性のある唯一のアイテム。両方所持している場合は、ふしぎなメガネが優先される。
- ボロのがまぐち

3ターンの間、現在の給料と同額のお金が毎回失われる。押し売りに50万で買わされる事があるが、体力が一定以上あれば購入は避けられる。
- ドクロのペンダント

3ターンの間、酔っ払いに絡まれて体力が2ずつ減少する。押し売りに50万で買わされる事があるが、体力が一定以上あれば購入は避けられる。

#### ステータス上昇アイテム
- ハリキリエンピツ

知力を5上昇させることができる。
- 青春のバーベル

体力を5アップさせることができる。
- つきのペンダント

つきを5上昇させることができる。

#### 財産となるもの
- 株

株価の上下によって所持金が増減する。会社は赤株商事、青株貿易、黄色株鉄道がある。1つの銘柄につき7株まで所有可能。
- ダイヤモンド

ゴール時にボーナスがもらえる。泥棒だとタダで入手する事も。7個まで所持可能。
- 億ション

ゴール時にボーナスがもらえる。大工だとタダで入手する事も。

#### 出世アイテム
履歴書以外は買うと、出世ポイントが1足される。
- マイク
- フラスコ
- 芸人のコマ
- 金の仏像
- だるま
- とんかち
- 涙のラケット
- 風呂敷
- ガイドブック
- カメラ
- 履歴書

科学者・ゲーマー・大工に就職できる。
- バット

## 設定

### 職業
累積された出世ポイント(パラメータとして表記されない)によってランクが上下する。最低ランクで出世ポイントがなくなった場合はクビになり、強制的にフリーアルバイターに転職させられる。
| 職業                              | ランク       | ランク         | ランク   | ランク           |
| --------------------------------- | ------------ | -------------- | -------- | ---------------- |
| アイドル歌手                      | 見習い       | テレビタレント | 売れっ子 | トップスター     |
| プロ野球選手 （テニスプレイヤー） | テスト生     | 中堅           | 花形     | トッププレイヤー |
| 科学者                            | 研究員       | 主任           | 博士     | 長官             |
| 政治家                            | 地方議員     | 市長           | 国会議員 | 大臣             |
| ハリキリタイムズ                  | アシスタント | 現場記者       | 特派員   | 編集長           |
| ニコニコツーリスト                | ヒラ         | 主任           | 課長     | 部長             |
| 大工                              | 見習い       | 一人前         | 副棟梁   | 棟梁             |
| 宗教家                            | 信者         | 修行僧         | 教祖     | 生き神           |
| ゲーマー                          | オタク       | マニア         | 師範代   | 名人             |
| 泥棒                              | 万引き       | こそ泥         | 怪盗     | 達人             |
| フリーアルバイター                | スネかじり   | アルバイター   | パート   | 何でも屋         |

※このうち、泥棒、政治家、フリーターは固定給となっている。

### 株式ニュース
今回から株でどこの株を買うかが追加された。特徴があり表示金額は「-100万」か「+300万」で変動する。
- 赤株商事

プラス配当になることが多い。
- 青株貿易

増減率はほぼ五分。
- 黄色株鉄道

下がる事が多いが上がり調子になると上がり続ける株。

## 登場人物

### 恋人
女性
- まゆみ
- さやか
- れいこ
- エレン
- のぶこ
- おとひめ
- ぱぴこ

男性
- けんいち
- あきら
- まさる
- ロイ
- ひろし
- おとまろ
- ぱぴお

このうち、おとひめ、おとまろ、ぱぴお、ぱぴこには、特殊な条件が必要である。また、結婚時に2コンのマイクをONにして、叫ぶと「ちょっと待ったコール」がかかり運や愛情によって相手から婚約を破棄されることがある。失敗した場合、コールをかけたプレイヤーのつきが下がるが、結婚のご祝儀が半減されてしまう。

## 評価
ゲーム誌『ファミコン通信』の「クロスレビュー」では合計23点（満40点）、『ファミリーコンピュータMagazine』の読者投票による「ゲーム通信簿」での評価は以下の通りとなっており、24.0点（満30点）となっている。
| 項目 | キャラクタ | 音楽 | お買得度 | 操作性 | 熱中度 | オリジナリティ | 総合 |
| 得点 | 4.2        | 3.7  | 4.0      | 4.0    | 4.1    | 4.1            | 24.0 |